# Everton Soares
Everton Sousa Soares, mer känd som endast Everton, född 22 mars 1996, är en brasiliansk fotbollsspelare som spelar för Flamengo.

## Karriär
Den 14 augusti 2020 värvades Everton av Benfica, där han skrev på ett femårskontrakt.
I juni 2022 värvades Everton av Flamengo, där han skrev på ett femårskontrakt.

## Landslagskarriär
Everton debuterade för Brasiliens landslag den 7 september 2018 i en 2–0-vinst över USA, där han blev inbytt i den 80:e minuten mot Neymar. I maj 2019 blev Everton uttagen i Brasiliens trupp till Copa América 2019.